# 『このライトノベルがすごい!』大賞
『このライトノベルがすごい!』大賞（このらいとのべるがすごいたいしょう）は、かつて2010年から2014年まで宝島社が主催していたライトノベルの文学賞。長編のライトノベル作品を募集し、プロ・アマは問わなかった。

## 概要
2004年より刊行されている宝島社のムック『このライトノベルがすごい!』から生まれた賞。“ホントに面白い作品を生み出すこと”をコンセプトとし、「『このライトノベルがすごい!』で紹介されているようなエンターテインメント性あふれる小説」を募集していた。第1回より年1回（毎年1月10日締切）の募集となった。優秀賞以上の受賞作品は同社のライトノベル系文庫レーベルであるこのライトノベルがすごい!文庫より刊行された。
一次〜最終選考通過者全員に作品の評価シートが送られた。また、一次以降を通過した作品はあらすじ、評価コメントがホームページ上に公開されるのが大きな特徴となっていた。
原稿枚数は、40字×34行の書式で80から140枚（400字詰原稿用紙換算で、約280 - 470枚）となっていた。

## 賞の種類
大賞の賞金は500万円であり、他のレーベルが主催する新人賞のなかでも最も高い金額であった。
- 大賞 - 賞金500万円、受賞作品を刊行
- 金賞 - 賞金200万円、受賞作品を刊行
- 優秀賞 - 賞金100万円、受賞作品を刊行

受賞作品については『このライトノベルがすごい!』大賞公式サイトにて発表された。なお賞の名前、賞金の金額は変更となることがあった。

## 選考委員
第1回（2010年）
栗山千明（女優、特別選考委員）、タニグチリウイチ（書評家）、勝木弘喜（ライトノベル・フェスティバル初代実行委員長）、極楽トンボ（評論家）、工藤淳（書店員）、丸山晋司（書店員）、『このライトノベルがすごい!』編集部
第2回（2011年）、第3回（2012年）
栗山千明（特別選考委員）、タニグチリウイチ、勝木弘喜、極楽トンボ、工藤淳、川崎拓己（書店員）、『このライトノベルがすごい!』編集部
第4回（2013年）、第5回（2014年）
栗山千明（特別選考委員）、タニグチリウイチ、勝木弘喜、極楽トンボ、工藤淳、吉原圭司（書店員）、『このライトノベルがすごい!』編集部

## 入賞作品一覧
斜字は未刊行作品。（）内は改題。
| 回数             | 応募作 総数 | 賞                                          | タイトル （刊行時表題） | 著者 （刊行時筆名）     |
| ---------------- | ----------- | ------------------------------------------- | --- | ----------------------- |
| 第1回 （2010年） | 752         | 大賞                                        | コトモノオト （ランジーン×コード）                                                                                              | 泉貴大 （大泉貴）       |
| 第1回 （2010年） | 752         | 金賞                                        | 僕たちは、監視されている （僕たちは監視されている）                                                                             | 里野修平 （里田和登）   |
| 第1回 （2010年） | 752         | 栗山千明賞                                  | ファンダ・メンダ・マウス | 大間九郎                |
| 第1回 （2010年） | 752         | 特別賞                                      | 伝説兄妹 （伝説兄妹!） | おかもと（仮）          |
| 第1回 （2010年） | 752         | 優秀賞                                      | 暴走少女と妄想少年 | 木野裕喜                |
| 第2回 （2011年） | 613         | 大賞                                        | ウーマナイズ・ジェネレーター （モテモテな僕は世界まで救っちゃうんだぜ（泣））                                                   | 谷春慶                  |
| 第2回 （2011年） | 613         | 栗山千明賞                                  | B級少女 （美少女を嫌いなこれだけの理由）                                                                                        | 遠藤浅蜊                |
| 第2回 （2011年） | 613         | 優秀賞                                      | ドS魔女の××× | 藍上ゆう                |
| 第2回 （2011年） | 613         | 優秀賞                                      | 恋色ゴースト （僕と姉妹と幽霊の約束）                                                                                           | 喜多南                  |
| 第2回 （2011年） | 613         | 優秀賞                                      | R.I.P. 天使は鏡と弾丸を抱く | 深沢仁                  |
| 第3回 （2012年） | 421         | 大賞                                        | ロゥド・オブ・デュラハン | 松崎 （紫藤ケイ）       |
| 第3回 （2012年） | 421         | 栗山千明賞                                  | 擬態少女は夢を見る （薄氷（うすらい）あられ、今日からアニメ部はじめました。）                                                   | 島津緒繰                |
| 第3回 （2012年） | 421         | 栗山千明賞                                  | サマにならない英雄伝説 （魔王討伐!俺、英雄…だったはずなのに!?）                                                                 | 遊馬足掻                |
| 第3回 （2012年） | 421         | 優秀賞\|オレを二つ名（そのな）で呼ばないで! | 逢上翁児 （逢上央士） |                         |
| 第3回 （2012年） | 421         | 優秀賞\|オレを二つ名（そのな）で呼ばないで! | はんぶんのイチ （ファウストなう）                                                                                               | 飛山裕一                |
| 第3回 （2012年） | 421         | 優秀賞\|オレを二つ名（そのな）で呼ばないで! | 剣澄む〜TSURUGISM〜 | ますくど                |
| 第4回 （2013年） | 424         | 大賞                                        | セクステット 〜ぼくと五つの女優の卵〜 （セクステット 白凪学園演劇部の過剰な日常）                                               | 長谷川也                |
| 第4回 （2013年） | 424         | 金賞&栗山千明賞                             | 伝達者 （魔法学園（マギスシューレ）の天匙使い）                                                                                 | 小泊重行 （小泊フユキ） |
| 第4回 （2013年） | 424         | 優秀賞                                      | ヒャクヤッコの百夜行 | サブ                    |
| 第4回 （2013年） | 424         | 優秀賞                                      | 非モテの呪いで俺の彼女が大変なことに                                                                                            | 藤瀬雅輝                |
| 第5回 （2014年） | 382         | 最優秀賞                                    | ロリコンするウレタン・ボア生地製熊のぬいぐるみ （着ぐるみ最強魔術士の隠遁生活）                                                 | はまだ語録              |
| 第5回 （2014年） | 382         | 栗山千明賞                                  | 勇者は口数がそんなに多くない傾向にあるのか （【急募】賢者一名（勤務時間は応相談）勇者を送り迎えするだけのカンタンなお仕事です） | 加藤雅利                |